# Nowokumskij
Nowokumskij (ros. Новокумский) – osiedle w Rosji, w Kraju Stawropolskim, w rejonie lewokumskim. W 2021 liczyło 1803 mieszkańców.